# معادله کورتوگ–دوریز

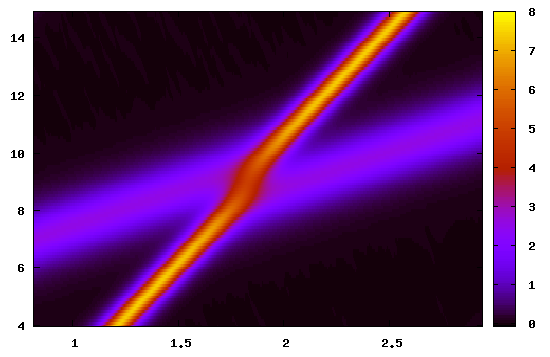
شبیه سازی عددی معادله Korteweg-de Vries. برخورد دو موج سالیتون

معادلهٔ کورتوگ-دوریز (Korteweg–de Vries - KdV) مدلی‌ست ریاضی برای امواج آب در نواحی کم‌عمق.

## تاریخچه
هرچند ظهور و پیدایش معادلهٔ کورتوگ-دوریز در سال ۱۸۹۵ به‌وسیله کورتوگ و دوریز انجام شده، شروع سیر این پیدایش به حدود شصت سال قبل از آن یعنی زمان آزمایش‌های جان اسکات راسل در سال ۱۸۳۴ باز می‌گردد.

## صورت‌های معادله
یکی از صورت‌های گوناگون این معادله عبارت است از
{\displaystyle \partial _{t}\phi +\partial _{x}^{3}\phi +6\,\phi \,\partial _{x}\phi =0\!}
که در اینجا {\displaystyle \phi \!} تابعی ست از دو متغیر حقیقی {\displaystyle x\!} و {\displaystyle t\!}.

## سولیتون‌ها
سولیتون‌ها به جواب‌هایی از معادله کورتوگ-دوریز گفته می‌شوند که به شکل موجی ثابت با سرعت فاز c (ثابت) به حرکت ادامه می‌دهند.
این گونه جواب‌ها به صورت کلی زیر در نظر می گیریم: {\displaystyle \phi (x,t)=f(x-ct)\!}
با جایگزینی این جواب در معادله اصلی معادلات دیفرانسیل عادی زیر حاصل می‌شود:
{\displaystyle -c{\frac {df}{dx}}+{\frac {d^{3}f}{dx^{3}}}+6f{\frac {df}{dx}}=0\!}